# Mina Bissell
Pour les articles homonymes, voir Bissell.
Mina J. Bissell (née en 1940 à Téhéran) est une biologiste cellulaire d'origine irano-américaine. Ses travaux pionniers ont mis en évidence une relation entre le micro-environnement d’une cellule saine et son éventuelle transformation en une cellule cancéreuse, en particulier dans le cancer du sein. Les résultats de ses recherches ont montré que la matrice extracellulaire envoie d’importants signaux aux cellules du sein, qui modifient en conséquence leur expression génétique.

## Biographie
Mina J. Bissell a grandi dans une famille iranienne riche et instruite. Elle est encouragée par une amie de la famille à aller étudier aux États-Unis. Elle s'inscrit au Bryn Mawr College, puis au Radcliffe College où elle obtient son baccalauréat en chimie. Elle intègre l'Université Radcliffe/Harvard et lors de sa première année d'études elle est médaillée par l'American Institute of Chemists. Elle obtient son doctorat en bactériologie de la Harvard Medical School et reçoit une bourse postdoctorale de l'American Cancer Society à l'Université de Californie, Berkeley.
Elle rejoint le Lawrence Berkeley National Laboratory en Californie comme biochimiste en 1972. Elle a été la directrice fondatrice de la Division de biologie cellulaire et moléculaire, puis la directrice adjointe du département des sciences de la vie au laboratoire de Berkeley où elle a développé le programme en biologie cellulaire et moléculaire du cancer de la glande mammaire et du sein.
En 1996, elle reçoit le prix Ernest Orlando Lawrence, la plus haute distinction scientifique décernée par le département américain de l'Énergie. Membre de l'American Academy of Arts and Sciences et de l'Institute of Medicine, Mina Bissell obtient la bourse Guggenheim en 1992, le prix Mellon de l'Université de Pittsburgh, le prix Eli Lilly/Clowes de l'American Association for Cancer Research et la médaille d'honneur de l'American Cancer Society.
En 2010, Mina Bissell est élue à la National Academy of Sciences. En 2016, l'American Society for Cell Biology lui décernera sa plus haute distinction scientifique : la médaille E.B. Wilson, pour ses travaux démontrant que le microenvironnement tumoral et la matrice extracellulaire (MEC) sont essentiels au remodelage des tissus mammaires et à la progression du cancer du sein.
En juin 2012, elle a fait une présentation à la conférence TED. En 1993, à l'occasion de la Journée mondiale contre le cancer, elle est la première d'une série de10 Entretiens TED qui explorent d'autres aspects du cancer, de la prévention au diagnostic et aux traitements possibles,.
L'ensemble de ses travaux a jeté les bases de la reconnaissance actuelle du rôle central que joue la signalisation de la matrice extracellulaire (MEC) dans la régulation de l'expression génétique dans les cellules normales et malignes. Son laboratoire a été le pionnier de l'utilisation d'organoïdes et de techniques 3D qui lui ont permis de prouver sa signature : "après la conception, le phénotype domine le génotype"[Quoi ?].

## Prix et distinctions
- 2007 : prix étranger de l'INSERM[10]
- 2008 : médaille d'honneur de l'American Cancer Society
- 2009 : prix Rothschild-Yvette Mayent-Institut Curie, Institut Curie
- 2009 : MERIT Award, US, NIH
- 2010 : American-Italian Cancer Foundation's The Alexander Bodini Foundation Prize for Scientific Excellence in Medicine
- 2010 : Elected Fellow, National Academy of Sciences
- 2010 : Elected Fellow, Royal Society of Chemistry
- 2011 : Breast Cancer Research Foundation’s Jill Rose Award for distinguished biomedical research.
- 2012 : AACR Distinguished Lectureship in Breast Cancer Research
- 2012 : Lifetime Achievement Award, Lawrence Berkeley National Laboratory
- 2013 : Mina Bissell est nommée membre de la classe inaugurale de l'Académie de l'American Association for Cancer Research (AACR)[11]
- 2014 : Prix STEM Femmes de l'année de l'Assemblée de l'État de Californie
- 2015 : Prix Ernst W. Bertner, MD Anderson Cancer Center[12]
- 2015 : Médaille Honoraire de la Société Signal Transduction et de la Société de Cell Communication and Signaling[Quoi ?][13]